# Давыдовское Большое
Давыдовское Большое — село в Гаврилово-Посадском районе Ивановской области России, входит в состав Шекшовского сельского поселения.

## География
Село расположено на берегу реки Ирмес в 2 км на юго-восток от центра поселения села Шекшово и в 8 км на юго-восток от райцентра города Гаврилов Посад, напротив села Давыдовское Малое.

## История
Первые исторические сведения о церкви в селе относятся к XVII столетию. Доказательством существования церкви служил старинный напрестольный крест, на рукояти которого было вычеканено «сооружен в 1688 году…». В конце XVIII — начале XIX столетия село принадлежало помещикам по фамилии Ошанины. В 1828 году на средства прихожан была построена каменная церковь с колокольней. В ней два престола: в холодной — в честь святителя Николая Чудотворца, в тёплом приделе — во имя пророка Илии. В 1893 году в селе числился 61 двор, мужчин — 246, женщин — 282. В годы советской власти церковь была полностью разрушена.
В конце XIX — начале XX века село входило в состав Бородинской волости Суздальского уезда Владимирской губернии.
С 1929 года село входило в состав Шекшовского сельсовета Гаврилово-Посадского района, с 2005 года — в составе Шекшовского сельского поселения.

## Население
| 1859 | 1897 | 1905 | 2010 |
| ---- | ---- | ---- | ---- |
| 492  | ↗512 | ↗570 | ↘5   |

## Археология
У деревни Давыдовское Большое археологами открыт могильник Большое Давыдовское II. Вещевой набор могильника близок к комплексам культуры рязано-окских могильников и поздним памятникам дьяковской культуры. Радиоуглеродным методом могильник Большое Давыдовское 2 датируется 139—570 годами.